# Papa Benet III
Benet III (Roma , vers el 810 - Roma , 17 d'abril de 858) va ser el 104è papa de l'Església Catòlica des del juliol de 855 fins a la seva mort.

## Biografia
Benet, fill de Pere, gaudia d'estima per la seva pietat i saviesa des de jove, quan era clergue de la basílica de Sant Joan del Laterà. Nomenat sotsdiaca per Gregori IV, va ser tan ben considerat per Lleó IV que va ser nomenat cardenal prevere amb el títol de Santa Maria in Callisto

### Deposició de l'antipapa Anastasi
El mateix dia de la mort de Lleó IV (17 de juliol), el poble de Roma va elegir primer Adrià (el futur Adrià II) i, després de la seva negativa, Benet. En canvi, una facció noble va preferir Anastasi el Bibliotecari, un cardenal ja deposat per Lleó IV. Fins i tot els missatgers encarregats d'informar l'emperador Lluís de l'elecció de Benet al tron papal, després d'haver-se reunit amb el bisbe de Gubbio Arsenio a Orte , es van fer passar per Anastasi (nebot d'Arsenio), ignorant el que s'havia decidit prèviament. Lluís va enviar dos dels seus delegats, els comtes Bernat i Adalbert, a Roma per resoldre el problema. Benet, al seu torn, va enviar dos llegats per donar-los la benvinguda. Però Anastasi se'l va avançar: va arribar primer a Orte i, aprofitant la seva eloqüència, va convèncer Bernat i Adalbert perquè s'unissin a la seva facció. Des d'aquí, entre el 19 i el 20 de setembre, els conspiradors, després d'haver capturat els llegats papals, van atacar Roma, irrompent a la Ciutat lleonina. El dia 21, Anastasi va entrar per la força a Sant Pere. El mateix 21 de setembre, el papa Benet XVI, assegut al tron del Palau del Laterà vestit amb togues cerimonials, va ser despullat pel bisbe de Bagnoregio i posat sota vigilància per ordre del mateix Anastasi.
El tracte reservat al pontífex legítim va despertar una indignació generalitzada entre el clergat i el poble, que es van retirar al turó Celi i van iniciar la revolta ciutadana contra l'usurpador. En un intent de restablir l'ordre en una ciutat en plena agitació, els llegats imperials van convocar una assemblea general al Laterà per al 25 de setembre.  Com que tot el poble s'havia posat del costat de Benet, els llegats imperials no van tenir més remei que reconèixer-lo com a pontífex legítim; abandonant Anastasi, van consentir a l'elecció de Benet el 29 de setembre.

### Pontificat

#### Govern de l'Església
Aquell mateix dia, Benet finalment va poder ser consagrat pontífex a Sant Pere, començant així un pontificat sense esdeveniments memorables però ple de dignitat religiosa. De fet, el Papa no va procedir amb extrema severitat contra Anastasi, simplement reduint-lo a l'estat laic i "exiliant-lo" a un monestir romà. Atent i escrupolós amb la litúrgia, es va mostrar generós amb els ornaments sagrats. D'aquest papa, que va romandre extremadament rigorós amb Constantinoble, coneixem la seva conducta rígida envers la vestimenta moral de clergues i laics importants, amenaçant el sacerdot Hukbert amb l'excomunió per les violacions que havia comès contra algunes abadies i deplorant l'adúltera Engeltrude.

#### Govern de la Urb
Benet va dur a terme nombroses intervencions en edificis a Roma. Va defensar els drets com a bisbe davant dels senyors feudals i va afavorir les missions a les illes britàniques. Va persuadir el rei de Wessex Ethelwulf, que estava en pelegrinatge a Roma amb el seu fill Alfred durant el primer any del pontificat de Benet, perquè completés les obres de reparació de l'Schola saxona, a l'església de Santo Spirito in Sassia, i perquè fes donacions sumptuoses a les esglésies de Roma.  També va fer restaurar el baptisteri de la Basílica de Santa Maria la Major i reconstruir completament el cementiri de Sant Marc. Durant el seu pontificat hi va haver nombroses inundacions del Tíber, que van causar danys força importants. El mateix pontífex va treballar per organitzar les obres de reparació.
Després de la mort de l'emperador Lotari I, va intervenir en el conflicte entaulat entre els seus fills i hereus, el futur Lotari II, Lluís II i Carles el Calb.

### Cartes
S'ha conservat una abundant correspondència d'aquest papa: va mantenir contactes amb el poderós arquebisbe de Reims, Hincmar, i amb tota la resta de l'episcopat francès sotmès a Carles el Calb.

### Mort
Benet III va morir el 7 o el 8 (i altres fonts indiquen el 17) d'abril de 858. Les seves restes van trobar un lloc a Sant Pere:
| «           | El dia del funeral (7 d'abril de 858) el cos de B. va ser portat a les espatlles dels diaques des del Laterà fins a la basílica del príncep dels apòstols. Entre ells hi havia Niccolò, el seu amic predilecte, el conseller més fidel i el seu successor, que amb les seves pròpies mans va compondre les seves restes mortals a la tomba preparada * ante fores beati Petri | » |
| — Bertoloni | |   |

## La llegenda
Segons una llegenda, envoltada de misteri però considerada majoritàriament una invenció dels protestants amb un biaix antiromà, en realitat el Pontífex va governar durant molt menys temps, només durant un any, és a dir, del 857 al 858. De fet, sembla que va ser el successor de la llegendària papessa Joana, l'única dona pontífex de la història, que, després de ser descoberta el 857 durant una processó, va ser esborrada dels registres papals i el seu successor va ser registrat com a pontífex ja el 855, any en què la papa Joana hauria ascendit al tron papal. No obstant això, això continua sent una llegenda de dubtosa fiabilitat.